# Albright (West Virginia)
|  | Dieser Artikel wurde aufgrund von inhaltlichen Mängeln auf der Qualitätssicherungsseite des Projektes USA eingetragen. Hilf mit, die Qualität dieses Artikels auf ein akzeptables Niveau zu bringen, und beteilige dich an der Diskussion! Eine nähere Beschreibung der zu behebenden Mängel fehlt. |

Albright ist eine Town im Preston County im US-Bundesstaat West Virginia. Albright hat 249 Einwohner (Stand: Volkszählung 2020) auf einer Fläche von 0,8 km². Die Stadt liegt am Cheat River und wird von der West Virginia State Route 26 tangiert.